# Hortense Calisher
Hortense Calisher (ur. 20 grudnia 1911 w Nowym Jorku, zm. 13 stycznia 2009 tamże) – amerykańska pisarka.
Była córką Amerykanina z Południa i imigrantki z Niemiec. W 1932 ukończyła Barnard College, później pracowała jako wykładowczyni literatury angielskiej i amerykańskiej na wyższych uczelniach, uzyskała rangę adiunkta, 1951 wydała zbiór opowiadań In the Absence of Angels, a 1975 zbiór The Collected Stories of Hortense Calisher. Jednym z najbardziej cenionych jej utworów jest Na krańcach magii (1964, wyd. pol. utworu tytułowego 1968), ponadto szczególne uznanie krytyki zyskała jej odważna powieść "interwencyjna" False Entry (1961) o człowieku, który złożył rozstrzygające o wyroku zeznania w procesie związanym z prześladowaniami na tle rasistowskim w Alabamie. Jest również autorką powieści Textures of Life (1963) i dzienników z lat 60. Herself (1972).

## Twórczość
- In the Absence of Angels (1951)
- False Entry (1961)
- Tale for the Mirror (1962)
- Textures of Life (1963)
- Extreme Magic (1964)
- Journal from Ellipsia (1965)
- The Railway Police and The Last Trolley Ride (1966)
- The New Yorkers (1969)
- Queenie (1971)
- Standard Dreaming (1972)
- Eagle Eye (1973)
- The Collected Stories of Hortense Calisher (1975)
- On Keeping Women (1977)
- Mysteries of Motion (983)
- Saratoga, Hot (1985)
- The Bobby-Soxer (1986)
- Age (1987)
- The Small Bang (1992)
- In the Palace of the Movie King (1993)
- In the Slammer with  Carol Smith (1997)
- The Novellas of Hortense Calisher (1997)
- Sunday Jews (2003)